# セルラーゼ
セルラーゼ（Cellulase）とは、β-1,4-グルカン（例えば、セルロース）のグリコシド結合を加水分解する酵素である。主に細菌や糸状菌、植物において作られる。動物・植物などの生物は、ゲノムにセルラーゼをコードする遺伝子を持つことは少なくないが、発現は限定的である。
多糖分子内部から切断するエンドグルカナーゼ EC 3.2.1.4 と、還元末端と非還元末端のいずれかから分解しセロビオースを遊離するエキソグルカナーゼ（セロビオヒドロラーゼ）EC 3.2.1.176（還元末端） EC 3.2.1.91 （非還元末端）にわけられる。またタンパク質のアミノ酸配列から、糖加水分解酵素ファミリーに分けられている。セロビオヒドロラーゼの多くがセロビオースを連続的に生成するプロセッシブな加水分解反応によって、結晶性セルロースを効率良く分解することが知られている。

## 保有生物
菌類・原生生物など生産能を有している生物がある。いつくかの動物では体内に生産能を持つ原生生物などを共生させているものがある。

### 動物類
軟体動物
セルラーゼの酵素学的研究がはじめて行われたのは、古くはカタツムリ（Helix pomatia）由来のセルラーゼに関してであることが知られている。その他の動物では、巻き貝や二枚貝がセルラーゼ、ヘミセルラーゼを産生できる。
節足動物門
シロアリやゴキブリはセルラーゼを産生する単細胞の原生生物を腸内に共生させている。動物自身はセルラーゼを産生できないためこのような共生をおこなっていると考えられてきたが、シロアリの研究では、シロアリ自身のゲノムにセルラーゼをコードする遺伝子が存在し、この遺伝子が共生するバクテリアや原生生物から近年に水平転移したものでは無いことが示唆されている。マツノザイセンチュウもセルラーゼ遺伝子の発現が認められるという報告がある。深海底に生息するカイコウオオソコエビがセルラーゼを生産するという報告もある。
哺乳類
ウシやヒツジなどの反芻動物やウマなどの草食動物は消化管にセルラーゼを産生する微生物（細菌、糸状菌、原生生物）を生息させており、これらによるセルロース分解によって植物繊維の消化を可能にしている。

### 菌類
子嚢菌類、担子菌類にはセルロース分解能を持つものが多い。特に木材の分解は担子菌類が主体となって起こり、木材腐朽菌と言われる。子嚢菌トリコデルマの1種 Trichoderma reesei はセルラーゼ高生産菌として有名な菌である。50～60 g/lのタンパク質を分泌し、その大部分がセルラーゼ、ヘミセルラーゼを占めている。少なくとも5種のエンドグルカナーゼと2種類のセロビオヒドロラーゼといった複数のセルラーゼを生産することが分かっており、セルロース分解において期待されている。
好熱嫌気性セルロース分解細菌 Clostridium thermocellum では複数のサブユニットからなるセルラーゼ複合体「セルロソーム（Cellulosome）」を形成していることが知られており、これが高効率なセルロース分解能につながっていると考えられている。

## 応用
植物細胞の細胞壁のみを分解してプロトプラスト化する、繊維の間の汚れを取るために市販の洗剤に配合する、ジーンズの風合いを改善するといった用途に使われている。また、セルラーゼはセルロースを常温でグルコース（ブドウ糖）に変換できることから、非可食バイオマスを原料とするセルロシック・エタノールの生産に用いられる。